# Pauline von Mallinckrodt

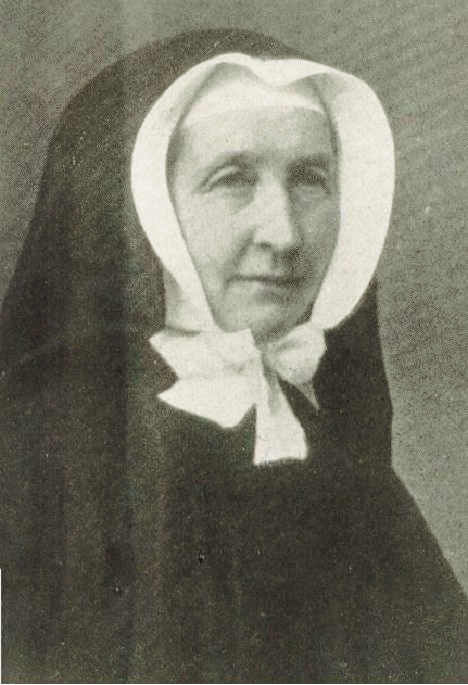
Pauline von Mallinckrodt

Pauline von Mallinckrodt (* 3. Juni 1817 in Minden; † 30. April 1881 in Paderborn) ist die Ordensgründerin der Kongregation der Schwestern der Christlichen Liebe. Sie wurde 1985 seliggesprochen.

## Leben und Wirken
Pauline von Mallinckrodt wurde am 3. Juni 1817 in Minden geboren. Ihr Vater war Detmar von Mallinckrodt (1769–1842) aus dem westfälischen Landadelsgeschlecht Mallinckrodt, Regierungsvizepräsident in Minden und Aachen und Cousin Arnold Mallinckrodts, die Mutter Freiin Bernhardine von Hartmann. Das Ehepaar hatte eine weitere, jüngere Tochter und die beiden Söhne Hermann und Georg von Mallinckrodt, die beide als Zentrumspolitiker aktiv waren. Auf Wunsch der tiefreligiösen Mutter wurden die Kinder katholisch getauft und erzogen, was für den Vater das Risiko der Amtsenthebung bedeutete, da preußische Beamte verpflichtet waren, ihre Kinder protestantisch zu erziehen.
Die Familie zog 1824 von Minden nach Aachen um, weil der Vater dort Vizeregierungspräsident geworden war. Pauline von Mallinckrodt erhielt Unterricht bei Luise Hensel an der Höheren Töchterschule St. Leonhard Aachen, zu deren Schülerinnen auch die späteren Ordensgründerinnen Clara Fey und Franziska Schervier gehörten. Im Jahr 1834 starb Pauline von Mallinckrodts Mutter an Cholera, mit der sie sich zuvor bei einem Dienstmädchen, das sie gepflegt hatte, angesteckt hatte. Pauline von Mallinckrodt musste sich nun um den großen Haushalt kümmern, ihr eigentliches Interesse galt jedoch der Religion und der Hilfe von Menschen in sozialer Not. Nach ihrer Firmung 1835 verweigerte sie eine Verlobung mit Fritz von Coffrane und folgte stattdessen ihrer religiösen Berufung. Als Führerin des Aachener Jungfrauenbundes setzte sie sich für die päpstliche Billigung der Mischehe ein. Auch aufgrund des katholischen Engagements seiner Tochter wurde Detmar von Mallinckrodt zweimal bei der Beförderung übergangen, im Jahr 1839 ließ er sich pensionieren und zog gemeinsam mit Pauline auf das Gut Böddeken bei Büren. Im Winter wohnte die Familie im nahegelegenen Paderborn. Dort gründete sie 1840 eine Kindertagesstätte für Kinder von erkrankten Müttern nach dem Vorbild Amalie Sievekings. Ab 1842 nahm sie zwei blinde Mädchen in ihr Heim auf, und so entstand 1847 die Provinzial-Blindenanstalt in Paderborn.
Schon lange hatte sie den Wunsch gehabt, sich mit ihren Werken einer Ordensgemeinschaft anzuschließen. Als 1842 ihr Vater starb, fand sie aber keine Kongregation, die bereit gewesen wäre, die Blindenanstalt zu übernehmen. Daher gründete sie am 21. August 1849 die Kongregation der Schwestern der Christlichen Liebe. In den folgenden Jahren wandte sich Pauline auch der Erziehung und dem Schulwesen zu und setzte sich vor allem für die Mädchenbildung ein. So schickte sie Schwester Mathilde Kothe aus ihrer Kongregation an die katholische Elementarschule nach Dortmund, die dort ab dem 3. Januar 1851 123 Mädchen betreute. Auch die Schulleiterin der am 31. Mai 1864 als höhere Töchterschule eröffneten Kruppschen Scheune, Schwester Augusta Hillenkamp, stammte aus ihrer Kongregation. Am 17. Juni 1871 folgte schließlich die Neugründung der Krimschule im Dortmunder Norden, der zweiten Mädchenelementarschule in der Stadt. In dieser Zeit festigte sie auch den Orden, ließ das Mutterhaus des Ordens in Paderborn erbauen, eine Konstitution erarbeiten und erlangte die Anerkennung durch den Papst. Die Schwestern der Christlichen Liebe übernahmen Waisenhäuser in Steele und Solingen sowie Schulen in Solingen, Witten, Sigmaringen, Viersen, Magdeburg, Krefeld, Anrath, Soest, Unna, Oschersleben, Konstanz und Dresden.
Während des Kulturkampfes wurden sämtliche Orden und Kongregationen in Preußen verboten, den Schwestern wurde verboten, an öffentlichen Schulen zu unterrichten. Pauline von Mallinckrodt ging gegen diese Beschlüsse juristisch vor, konnte sich in den Gerichtsprozessen jedoch nicht durchsetzen. Sie suchte daraufhin nach neuen Wirkungskreisen für die Schwestern in den Vereinigten Staaten, in Chile, Österreich-Ungarn, Liechtenstein und Belgien und gründete in diesen Staaten Niederlassungen der Schwestern der Christlichen Liebe. Im Jahr 1877 musste das Mutterhaus der Kongregation in Paderborn aufgegeben werden, woraufhin sich die verbliebenen Schwestern im belgischen St.Guibert niederließen. Dort bot sie auch dem Paderborner Bischof Konrad Martin Asyl und überführte 1879 dessen Leichnam heimlich nach Paderborn. Im selben Jahr begann sie eine Reise, die sie nochmals zu den Schwestern in Europa und Übersee führte. Ihr Gesundheitszustand war zu diesem Zeitpunkt schon angegriffen. Im Jahr 1880 kehrte sie in das Mutterhaus in Paderborn zurück. Dort starb Pauline von Mallinckrodt am 30. April 1881 im Alter von 63 Jahren an einer Lungenentzündung. Sie wurde in der Conradus-Kapelle auf dem Schwesterfriedhof beerdigt.

## Nachleben und Verehrung

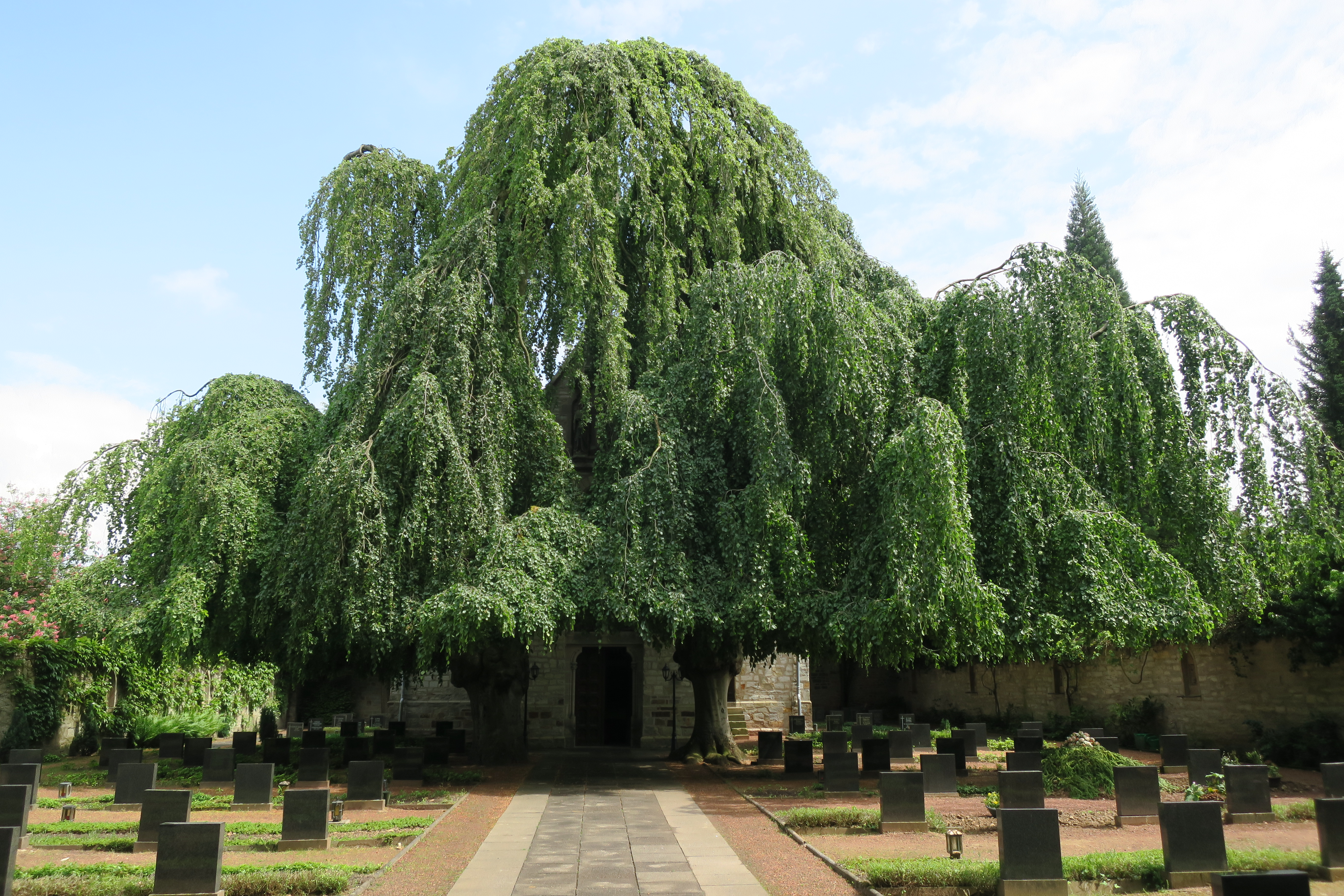
Ruhestätte: Die Conradus-Kapelle auf dem Schwesterfriedhof in Paderborn

Die von Pauline von Mallinckrodt gegründete Kongregation der Schwestern der Christlichen Liebe existiert bis heute. Im Jahr 1892 konnten sie wieder eine Mädchenschule in Dortmund eröffnen, das heutige Mallinckrodt-Gymnasium. Heute betreuen oder leiten sie neben dem Mutterhaus einen Konvent in Paderborn und einen in Schloß Neuhaus, im Paderborner Leokonvikt, im Paderborner Bischofshaus,  das Marienheim in Grönebach, die Marienschule in Lippstadt, ein Schwesternhaus in Minden, Seniorenheime in Rheda und Soest, ein Kinderheim in Siegburg-Wolsdorf und ein Schwesternaltenheim in Brilon-Thülen. Außerhalb Deutschlands sind sie in den Vereinigten Staaten, Chile, Argentinien und Uruguay sowie auf den Philippinen vertreten.
Am 14. April 1985 wurde Pauline von Mallinckrodt von Papst Johannes Paul II. seliggesprochen. Ihre Reliquien befinden sich zum Teil im Altar der Heilig-Geist-Kirche in Bielefeld.
Der Aachener Bischof Helmut Dieser erklärte sie zu einer der Schutzpatroninnen des Anfang 2018 im Bistum eingeleiteten „synodalen Gesprächs- und Veränderungsprozesses“.